# Сима Ненадовић
Војвода Симеон Сима Ненадовић (Бранковина, 1793 — Дубље, 14/27. јул 1815) је био војвода Другог српског устанка из Ваљева, најмлађи син Алексе Ненадовића и Јованке, брат Проте Матеје Ненадовића.
Школовао се у Купинову, гимназију је учио у Карловцима, похађао је и Велику школу у Београду. У Карловцима се побратимио са својим имењаком, песником Симом Милутиновићем. На крају завршио је кадетску школу у Аустрији, након које је ступио у аустријску војску.
У Првом српском устанку је учествовао само последње године, јер је 1813. године прешао у Србију и постао војвода колубарски. Учествовао је у борбама на Дрини. После пропасти устанка побегао је из Србије и помагао је брату за време његове дипломатске мисије 1814-1815 год. Потом је отишао у Италију и као добровољац ратовао на страни Аустрије против Наполеонове Француске. Вратио се у Србију чим је избио Други устанак. Тада је постао војвода ваљевске нахије. Погинуо је у борбама против Турака на Дубљу, 14/27. јула 1815.